# Річард Гадд
Річард Роберт Стівен Ґадд (англ. Richard Robert Steven Gadd, 11 травня 1990, Ворміт, Файф, Шотландія, Велика Британія) — шотландський письменник, актор і комік. Він створив і знявся в драматичному серіалі Netflix 2024 року «Оленя», заснованому на його моношоу та досвіді реального життя.

## Кар'єра
Гадд навчався в Оксфордській школі драми, завершивши однорічний курс у 2012 році. Ранні вистави Ґадда, «Cheese & Crack Whores» (2013), «Breaking Gadd» (2014) і «Waiting for Gaddot» (2015), дебютували на Единбурзькому фестивалі «Fringe» та продовжили покази в лондонському театрі Сохо. У 2015 році «В очікуванні Гаддота» отримав нагороду Amused Moose Comedy Award, а також нагороду Scottish Comedy Award за найкраще соло-шоу 2016 року. Він також був номінований на премію Малкольма Харді за інновації та премію Чортла за інновації.
Шоу Гадда 2016 року «Monkey See Monkey Do» виграло Единбурзьку комедійну премію за найкраще комедійне шоу, а також було номіновано на премію «Total Theatre Award» за інновації. Пізніше в тому ж році Річард отримав нагороду «Chortle Comedian's Comedian Award» і був номінований на премію «Off West End Theatre Award» як найкращий виконавець. Після цього шоу мало кілька аншлагових показів у театрі Сохо, гастролювало Великою Британією та Європою і показувалося на Мельбурнському міжнародному фестивалі комедії, де був номінований на премію Баррі 2017 року. У 2017 році шоу транслювалося на Comedy Central як частина серії Soho Theatre Live.
Прем'єра наступного шоу Гадда, Оленя, про його досвід переслідування, відбулася на Единбурзькому фестивалі Fringe у 2019 році. Він отримав дві нагороди: премію «Scotsman Fringe First Award» за нову творчість і премію Stage Award за акторську майстерність. Потім шоу було показано протягом п'яти тижнів у The Bush Theatre у Лондоні, де воно виграло премію «Off West End Theatre Award» за найкращий відеодизайн, а також було номіновано в категорії «Найкращий виконавець». Пізніше шоу було переведено в Ambassador's Theatre у лондонському Вест-Енді, але було скасовано через пандемію коронавірусу. Через кілька місяців шоу отримало престижну премію Лоуренса Олів'є за видатні досягнення в афілійованому театрі. У 2024 році Netflix випустив семисерійну драму за п'єсою.

## Особисте життя
Гадд ідентифікує себе як бісексуал. Він є послом «We Are Survivors», британської благодійної організації, яка займається допомогою чоловікам, які пережили сексуальне насильство. Сам Ґадд пережив сексуальне насильство з боку маніпулятивного літнього чоловіка, якого він зустрів на початку своєї кар'єри. З 2015 по 2017 рік Гадд піддавався переслідуванню та сексуальному насильству з боку старшої жінки.
Гадд все життя вболівав за «Данді Юнайтед».